# Solfatare

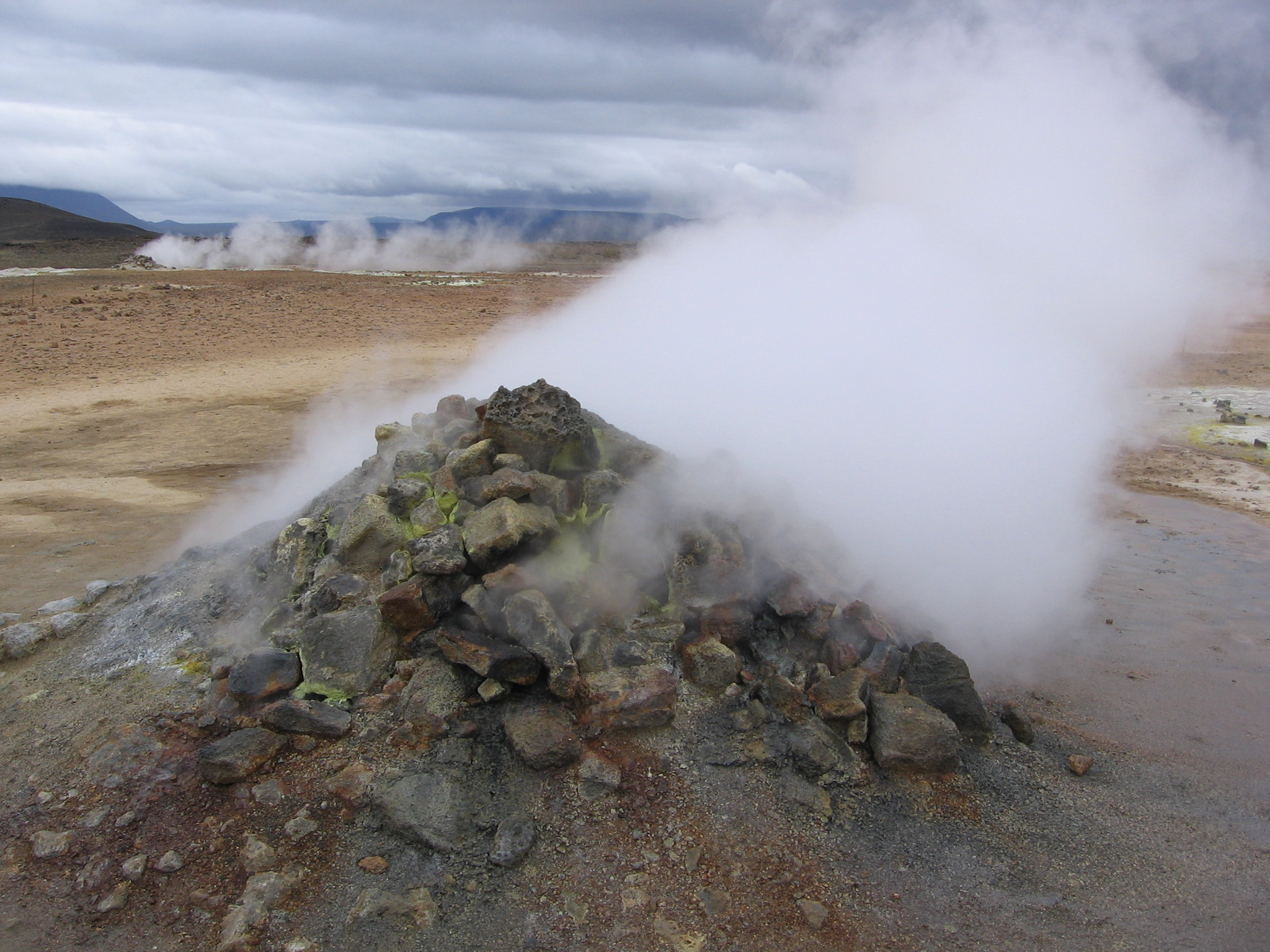
Solfataren im Námaskarð in Island

Solfataren sind 100 °C bis zu 250 °C heiße Fumarolen, d. h. postvulkanische Exhalationen (Ausströmungen) von Gasen, die hauptsächlich Schwefelwasserstoff (H2S), Kohlenstoffdioxid (CO2) und Wasserdampf enthalten. 
Der Schwefelwasserstoff ruft den unverwechselbaren Geruch nach faulen Eiern hervor.
Bei Kontakt mit Luftsauerstoff oxidiert der Schwefelwasserstoff und bildet elementaren Schwefel und Schwefeldioxid, das sich in Wasser löst und Schweflige Säure (H2SO3) bildet. Diese Säure greift das Gestein und den Boden an und bewirkt zusammen mit dem heißen Wasserdampf die Zersetzung der mineralischen Bestandteile. Durch diese Zersetzung und Kondensation von Wasserdampf bilden sich häufig Schlammkessel, in denen die Gase unter Blasenbildung austreten.
Namengebend ist die Solfatara bei Pozzuoli in den Phlegräischen Feldern (ital. Campi Flegrei) westlich von Neapel (Typlokalität). Von den Gasen ist meist im Plural die Rede, der Singular lautet die Solfatare.

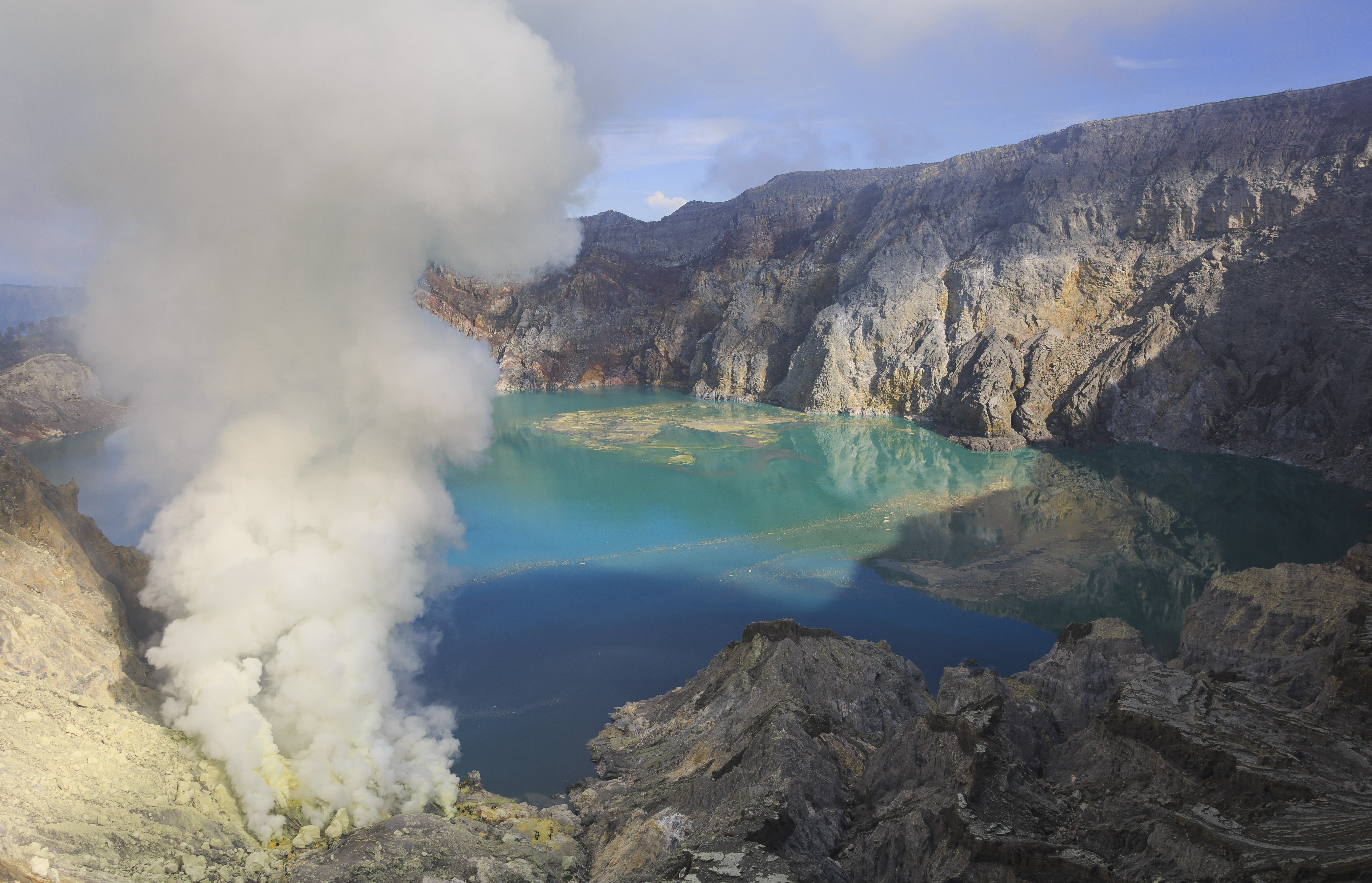
Solfatare am Kawah Ijen
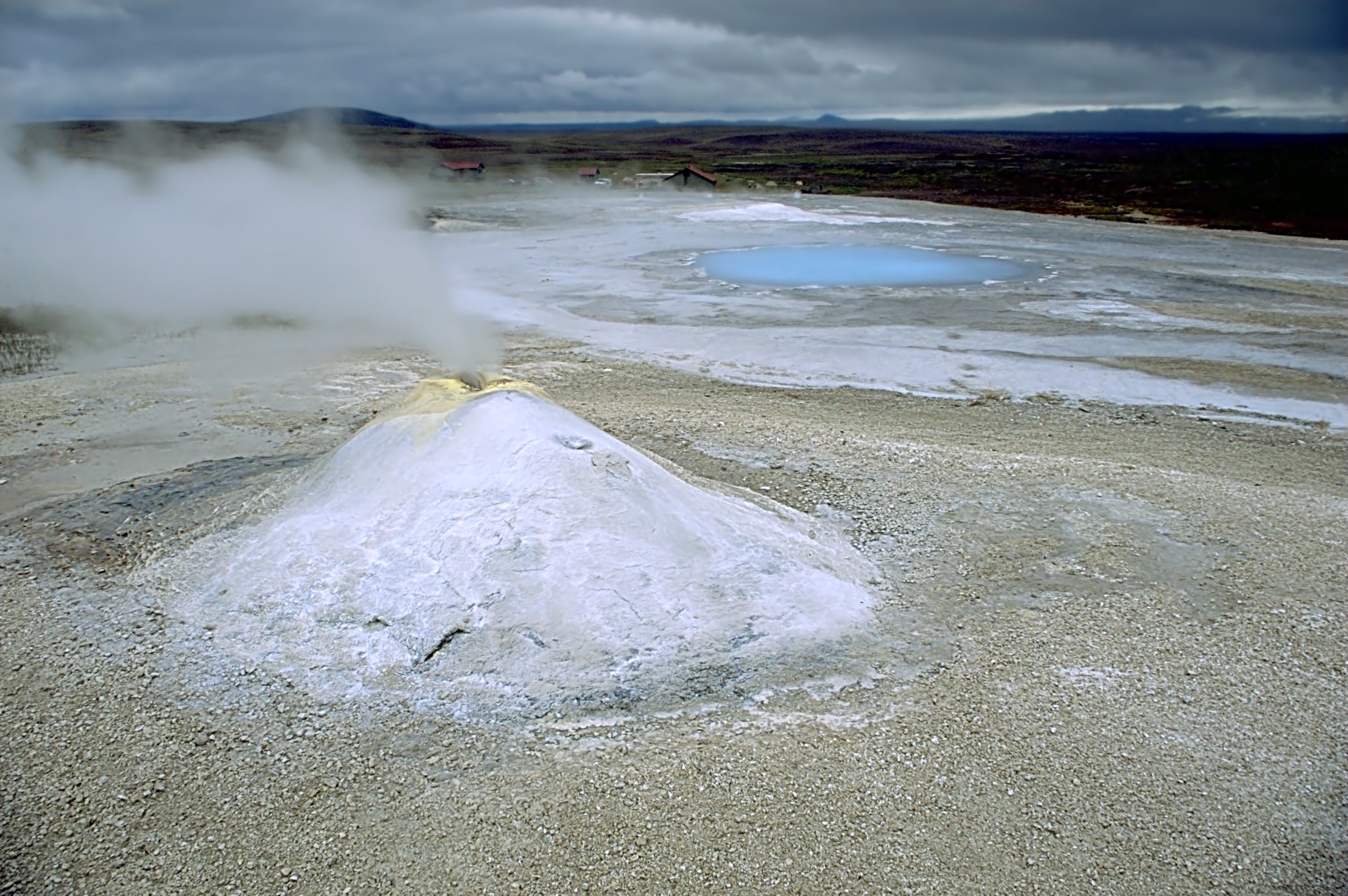
Hveravellir im Hochland von Island
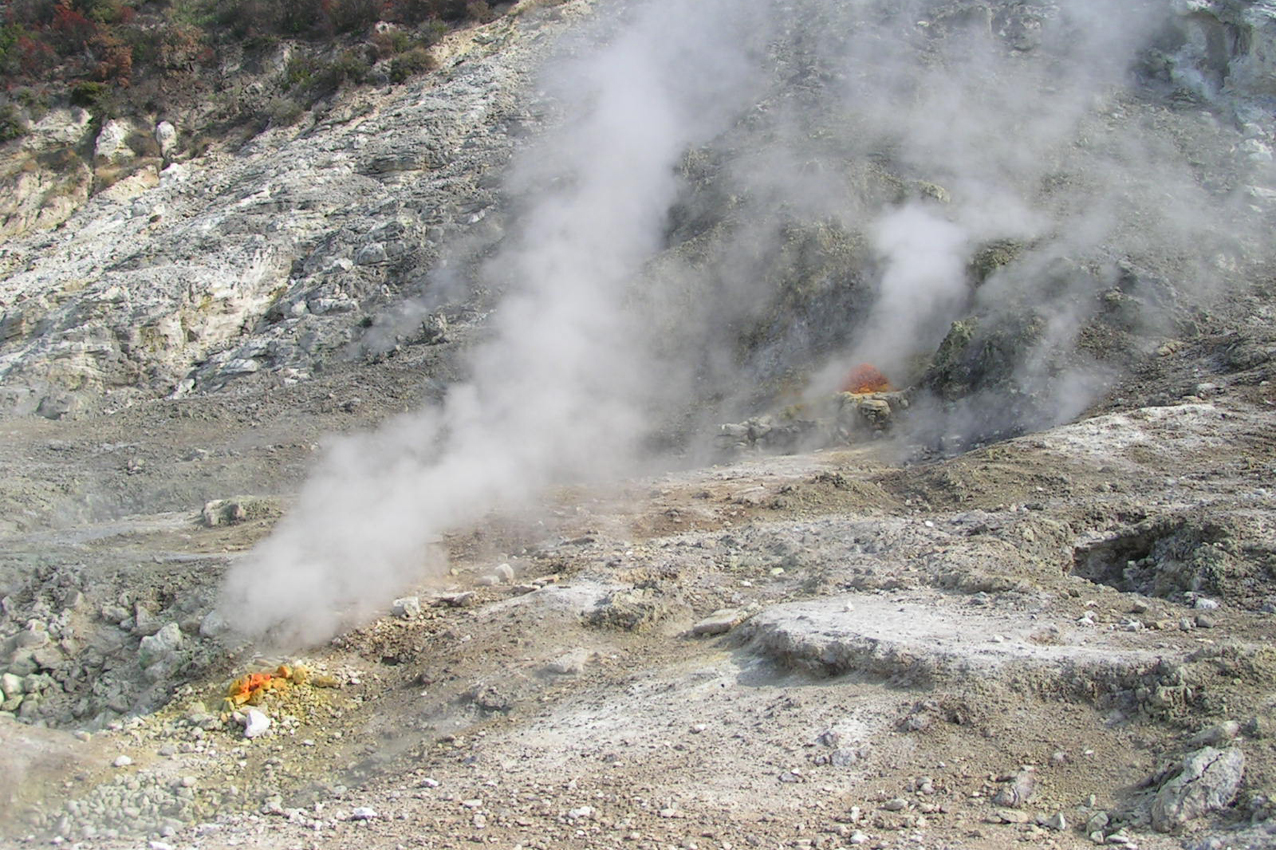
Solfataren bei Pozzuoli